# Las mil y una noches (álbum)
Las mil y una noches es el primer álbum en directo del grupo español de heavy metal Tierra Santa, el cual fue lanzado en formato de disco compacto y DVD en el año 2004.  El álbum fue grabado durante el Festival Lorca Rock, en Murcia en el 2003.

## Lista de canciones

### Disco uno
1. «Pegaso» — 4:19
2. «Alas de fuego» — 4:38
3. «Hamlet» — 4:08
4. «Sodoma y Gomorra» — 3:35
5. «Sangre de reyes» — 4:23
6. «Indomable» — 5:02
7. «La momia» — 5:19
8. «Juana de Arco» — 3:52
9. «El canto de las sirenas» — 4:04
10. «Las walkirias» — 5:12

### Disco dos
1. «Una juventud perdida» — 6:24
2. «Tierras de leyenda» — 4:00
3. «La sombra de la bestia» — 4:44
4. «El laberinto del Minotauro» — 5:14
5. «El bastón del Diablo» — 5:37
6. «Drácula» — 4:50
7. «Tierra Santa» — 4:05
8. «Mi Tierra» — 4:00
9. «La canción del pirata» — 6:49
10. «Legendario» — 5:29

### DVD
1. «Pegaso»
2. «Alas de fuego»
3. «La ciudad secreta»
4. «Sodoma y Gomorra»
5. «Sangre de reyes»
6. «La momia»
7. «El canto de las sirenas»
8. «Una juventud perdida»
9. «Tierras de leyenda»
10. «El azote de Dios»
11. «El laberinto del Minotauro»
12. «Las puertas del infierno»
13. «Quien llora hoy por ti»
14. «El bastón del Diablo»
15. «Drácula»
16. «Mi Tierra»
17. «La canción del pirata»
18. «Legendario»

## Formación
- Ángel San Juan — voz principal y guitarra
- Arturo Morras — guitarra
- Roberto Gonzalo — bajo
- Mikel G. Otamendi — teclado
- Iñaki Fernández — batería